# معهد قطر لبحوث الحوسبة
معهد قطر لبحوث الحوسبة (QCRI)، الموجود في مدينة الدوحة بدولة قطر، هو معهد غير ربحي لبحوث الحوسبة متعددة التخصصات تأسس كجزء من مؤسسة قطر (QF) للتربية والعلوم وتنمية المجتمع في عام 2010.
ويتم تمويل المعهد بشكل رئيسي من مؤسسة قطر، وهي مؤسسة خاصة غير ربحية تهدف إلى دعم دولة قطر في مسيرة انتقالها من اقتصاد قائم على الكربون إلى اقتصاد المعرفة من خلال إطلاق قدرات الإنسان بما يعود بالنفع ليس على دولة قطر وحدها، بل على العالم بأسره. وقد أنشئت مؤسسة قطر عام 1995 بمبادرة من الشيخ خليفة بن حمد آل ثاني، أمير دولة قطر، وتتولى الشيخة موزا بنت ناصر المسند رئاسة مجلس إدارتها. وتسعى مؤسسة قطر لتحقيق مهمتها من خلال ثلاث ركائز إستراتيجية، وهي: التربية، والعلوم والبحوث، وتنمية المجتمع.

## الخلفية
إن معهد قطر لبحوث الحوسبة هو معهد بحثي وطني متخصص في بحوث الحوسبة التطبيقية. وتنقسم البحوث التي يجريها المعهد إلى فرعين أساسيين: الحوسبة الأساسية والحوسبة متعددة التخصصات. في فرع الحوسبة الأساسية، يتخصص المعهد في مجال حوسبة الإنترنت (مع التركيز على الحوسبة السحابية والشبكات الاجتماعية) وتحليل البيانات والتصميم المتقدم لأجهزة الحاسب الآلي. في حين يركز المعهد في فرع الحوسبة متعددة التخصصات على تقنيات اللغة العربية والحوسبة عالية الأداء والمعلوماتية الحيوية.
يتميز معهد قطر لبحوث الحوسبة (QCRI) بأن نطاق تركيزه محدود من حيث التخطيط. إذ يهدف المعهد إلى تبوؤ مكانة عالية والحصول على التقدير من خلال التركيز على عدد صغير من المجالات البحثية. فعلى سبيل المثال، يرى المعهد الفرصة سانحة أمامه ليصبح رائدًا في مجال تقنيات اللغة العربية، بما فيها معالجة اللغة الطبيعية العربية والترجمة الآلية والتعرف الضوئي على الحروف.
تتواجد مكاتب معهد قطر لبحوث الحوسبة في برج تورنادو في الخليج الغربي في الدوحة. ويتكون فريق عمل المعهد من 92 موظفًا. وتتمثل خطته الإستراتيجية في تشكيل فريق عمل يتكون من 300 عالماً وموظفاً في غضون خمس سنوات.

## النشأة
نشأ معهد قطر لبحوث الحوسبة (QCRI) نتيجة لسلسلة من الاجتماعات عقدتها اللجنة المشتركة العربية القطرية (QAJC) بهدف تحليل احتياجات دولة قطر. وقد وجدت المجموعة أن مؤسسة قطر قامت بتمويل بحوث الحوسبة الأساسية في مختلف المعاهد الأكاديمية على مستوى العالم من خلال الصندوق القطري لرعاية البحث العلمي (QNRF)، وأنها تبنت تطوير منتجات حوسبة تجارية جديدة من خلال واحة العلوم والتكنولوجيا في قطر (QSTP)، ولكنها في الوقت ذاته تفتقر إلى وجود مؤسسة بحثية تركز على التحديات الكبرى في مجال الحاسب الآلي وتتعامل مع الأولويات الوطنية للتنمية والتطوير.
تأسس معهد قطر لبحوث الحوسبة في عام 2010 بهدف التعامل مع تحديات الحوسبة واسعة النطاق وثيقة الصلة باحتياجات أصحاب المصلحة في دولة قطر. ويتضمن أصحاب المصلحة كلاً من الصناعة القطرية والحكومة القطرية والمجتمع القطري.
وعلى وجه الخصوص، يتضمن عملاء معهد قطر لبحوث الحوسبة كلاً من قطاع البترول، وقطاع الاتصالات السلكية واللاسلكية، وقطاع الرعاية الصحية، والقطاع الإعلامي. فقطاع البترول يحتاج إلى نماذج حاسوبية متطورة للمساعدة في استخراج المنتجات البترولية ونقلها. في حين يحتاج قطاع الاتصالات السلكية واللاسلكية ومراكز البيانات إلى الاستعانة بأكثر البحوث تطورًا في شبكات الحوسبة والنطاق الترددي العريض إلى جانب أشكال أخرى من عناصر البنية الأساسية المتطورة للحوسبة. ويتطلب قطاع الرعاية الصحية إدارة آمنة وفعالة لسجلات المرضى الإلكترونية وأنظمة المعلومات الإكلينيكية وبروتوكولات إمكانية التشغيل التفاعلي للبيانات، وذلك من أجل تبادل البيانات ومشاركتها. يحتاج القطاع الإعلامي إلى حلول لفهرسة واسترجاع الكميات الهائلة من المحتويات التي تم إنشاؤها من خلال المقاطع الصوتية ومقاطع الفيديو، كما يحتاج إلى حلول تقنيات اللغة العربية لترقيم الكميات الهائلة من ذخائر النصوص العربية ونشرها.
يعمل معهد قطر لبحوث الحوسبة عن كثب مع المعاهد البحثية الأساسية في دولة قطر، بما فيها جامعات المدينة التعليمية للتوصل إلى النتائج الواعدة للبحوث الأساسية. كما يتعاون المعهد بشكل وثيق مع واحة قطر للعلوم والتكنولوجيا (QSTP) لتحديد أكثر التطبيقات التجارية قابلية للتطبيق من بين البحوث التي يجريها المعهد.

## الأجندة البحثية
يعكف معهد قطر لبحوث الحوسبة (QCRI) في الوقت الحالي على التعامل مع العديد من التحديات الكبرى في مجال تقنيات اللغة العربية:
- تحدي النظام الإيكولوجي لتقنية اللغة العربية: تكوين مجتمع بحثي لتقنية اللغة العربية في العالم العربي يضم 100 باحث متخصص ومهندس بحوث ومطوّر. (5 سنوات)
- تحدي الترجمة الآلية للغة العربية: تطبيق الترجمة الآلية على ترجمة النصوص أو الكلام لأكثر من 20 لغة من وإلى اللغة العربية. (5 سنوات)
- تحدي نظام الدعم الذكي للغة العربية: توفير التمكين المستمر للوصول إلى المحتوى العربي متعدد الأنماط ومعالجته في 25% من البرامج الإلكترونية حديثة الإنشاء التي تتعامل مع اللغة العربية في منطقة الشرق الأوسط. (5 سنوات)
- تحدي معلم اللغة العربية الإلكتروني: المساعدة في تعليم اللغة العربية لمليون طالب بواسطة معلم اللغة العربية التفاعلي الذي يقوم بتدريس القراءة والكتابة والصوتيات والنحو. (5 سنوات)
- تحدي نظام المحادثة المستمرة باللغة العربية: تحويل 50% من الدعاية التجارية الإلكترونية التي يتعامل معها العملاء مباشرةً في قطر إلى أنظمة الرد الصوتي التفاعلي (IVR) .(5 سنوات)
- تحدي المحتوى والبحث باللغة العربية: العمل على أن تكون اللغة العربية هي اللغة الأولى على الويب وفي المؤسسات من حيث المحتوى والبحث والخدمات. (5 سنوات)

## الرعاة والشركاء
إن الراعي الرئيسي لمعهد قطر لبحوث الحوسبة (QCRI) هي مؤسسة قطر للتربية والعلوم وتنمية المجتمع. ويقوم المعهد بإجراء عمليات البحث والتطوير بالتعاون مع العديد من المؤسسات، ومنها شركة الديار القطرية، وشبكة الجزيرة، وقسم البحوث التابع لشركة Microsoft وشركة Yahoo! كذلك، يتعاون معهد قطر لبحوث الحاسب الآلي مع معاهد أخرى متخصصة في بحوث الحوسبة، ومنها معهد ماساتشوستس للتقنية (MIT) وجامعة كولومبيا (Columbia University) وجامعة واترلو (Waterloo University) وجامعة بيردو (Purdue University).

## المديرون
إن أول مدير تنفيذي لمعهد قطر لبحوث الحوسبة (QCRI) هو الدكتور أحمد المقرمد الذي قام المجلس التنفيذي لمؤسسة قطر بتعيينه في عام 2010. في حين أن المدير الإداري للمعهد هو الدكتور عبد اللطيف السعودي. ويحظى المدير التنفيذي لمعهد قطر لبحوث الحاسب الآلي بالدعم من فريق تنفيذي مكون من المدير الإداري للمعهد والعديد من العلماء الرئيسيين.

## جوائز وتكريمات
جائزة مجمع الملك سلمان العالمي للغة العربية (فرع حوسبة اللغة العربية وخدمتها بالتقنيات الحديثة) عام 2023م.

## الوصلات الخارجية والمصادر
- معهد قطر لبحوث الحوسبة نسخة محفوظة 5 أبريل 2019 على موقع واي باك مشين.
- مؤسسة قطر
- الصندوق القطري لرعاية البحث العلمي
- واحة قطر للعلوم والتكنولوجيا